# Jeff Burroughs
Jeffrey Alan Burroughs (Long Beach, California, 7 de marzo de 1951), más conocido como Jeff Burroughs, es un exjugador profesional estadounidense de béisbol que se desempeñó en la posición de jardinero derecho en las Grandes Ligas de Béisbol (MLB). Logró obtener el premio MVP (jugador más valioso).

## Carrera
Burroughs jugó como profesional siete temporadas en Texas Rangers (1970-1976), después pasó a Atlanta Braves (1977-1980), luego a Seattle Mariners (1981), posteriormente a Oakland Athletics (1982-1984), y finalmente, a Toronto Blue Jays, donde jugó una temporada (1985), y fue el equipo en el que se retiró.

## Premios
Fue galardonado con el MVP (jugador más valioso) en una oportunidad (1974).